# دينيس سير
دينيس سير هو لاعب هوكي جليد كندي، ولد في 4 فبراير 1961 في مونتريال في كندا.

## وصلات خارجية
- دينيس سير على موقع دوري الهوكي الوطني (الإنجليزية)
- دينيس سير على موقع EliteProspects.com (الإنجليزية)
- دينيس سير على موقع HockeyDB.com (الإنجليزية)
- دينيس سير على موقع Hockey-Reference.com (الإنجليزية)